# What Demoralized the Barbershop
What Demoralized the Barbershop je americký němý film z roku 1898. Režisérem je William Heise (1847–1910), který film natočil pro společnost Edison Manufacturing Company.

## Děj
Film zachycuje holičiství plné mužů, které zaneprázdní pohled na dvě ženy v sukních stojící na schodech. Holič při pohledu na dámy nezvládá normálně obsloužit zákazníka, který leží připraven na sedačce. Ostatní také přizpůsobují svoji činnost šmírování.